# Южный фронт (2-го формирования)
Южный фронт (2-го формирования) — оперативно-стратегическое объединение в вооружённых силах СССР во время Великой Отечественной войны.

## История
Южный фронт (2-го формирования) образован 1 января 1943 на основании директивы Ставки ВГК № 170720 от 30 декабря 1942 года. Этой же директивой штаб и фронтовое управление Сталинградского фронта (второго наименования) были преобразованы в штаб и фронтовое управление Южного фронта.
В январе — феврале 1943 года войска фронта осуществили Ростовскую операцию, в результате которой продвинулись на 300—500 км, освободили Сальск (22 января 1943), Ростов-на-Дону (14 февраля 1943) и 20 февраля 1943 года вышли к р. Миусс.
Во взаимодействии с Юго-Западным фронтом войска Южного фронта участвовали в Донбасской стратегической операции 13 августа — 22 сентября 1943 года.
29 сентября — 5 ноября 1943 года в ходе Мелитопольской операции войска фронта освободили Донбасс, прорвали южный участок Восточного вала фашистских войск на р. Молочная и вышли к низовьям р. Днепр и Крымскому перешейку. Захватив плацдарм на южном берегу Сиваша, блокировали крымскую группировку врага.
20 октября 1943 года Южный фронт был переименован в 4-й Украинский фронт на основании приказа Ставки Верховного Главнокомандования (СВГК) № 30227 от 16 октября 1943 года.

## Состав
В состав фронта вошли:
- 2-я гвардейская,
- 28-я,
- 51-я общевойсковые

и
- 8-я воздушная армии.

В оперативном подчинении фронта находилась Азовская военная флотилия.
С 1 марта 1943 года в состав фронта вошли дополнительно:
- 3-я гвардейская
- 5-я ударная

и
- 44-я

армии.

## Командование
| Дата                                         | Имя                               | Чин                                                      | Примечания                  |
| Командующие                                  | Командующие                       | Командующие                                              | Командующие                 |
| -------------------------------------------- | --------------------------------- | -------------------------------------------------------- | --------------------------- |
| 1 января 1943 года — 2 февраля 1943 года     | Ерёменко, Андрей Иванович         | генерал-полковник                                        |                             |
| 2 февраля 1943 года — 22 марта 1943 года     | Малиновский, Родион Яковлевич     | генерал-лейтенант, генерал-полковник                     |                             |
| 22 марта 1943 года — 21 сентября 1943 года   | Толбухин, Фёдор Иванович          | генерал-лейтенант, генерал-полковник, генерал армии      |                             |
| Члены Военного совета                        |                                   |                                                          |                             |
| 1 января 1943 года — 28 февраля 1943 года    | Хрущёв, Никита Сергеевич          | член Политбюро ЦК ВКП(б), генерал-лейтенант              |                             |
| 1 марта 1943 года — 25 сентября 1943 года    | Гуров, Кузьма Акимович            | генерал-лейтенант                                        |                             |
| 26 сентября 1943 года — 20 октября 1943 года | Щаденко, Ефим Афанасьевич         | генерал-полковник                                        |                             |
| 1 января 1943 года — 8 января 1943 года      | Чуянов, Алексей Семёнович         | первый секретарь Сталинградского обкома и горкома ВКП(б) | второй член Военного совета |
| 9 января 1943 года — 20 октября 1943 года    | Кириченко, Алексей Илларионович   | генерал-майор интендантской службы                       | второй член Военного совета |
| Начальники штаба                             |                                   |                                                          |                             |
| 1 января 1943 года — 9 апреля 1943 года      | Варенников, Иван Семёнович        | генерал-майор                                            |                             |
| 10 апреля 1943 года — 20 октября 1943 года   | Бирюзов, Сергей Семёнович         | генерал-майор, генерал-лейтенант                         |                             |
| Начальники политического управления          |                                   |                                                          |                             |
| 1 января 1943 года — 8 февраля 1943 года     | Доронин, Павел Иванович           | генерал-майор                                            |                             |
| 8 февраля 1943 года — 20 октября 1943 года   | Пронин, Михаил Михайлович         | генерал-майор                                            |                             |
| Начальники артиллерии фронта                 |                                   |                                                          |                             |
| 1 января 1943 — март 1943 года               | Матвеев, Виктор Николаевич        | генерал-майор артиллерии                                 |                             |
| март 1943 года — 20 октября 1943             | Краснопевцев, Семен Александрович | генерал-майор артиллерии, генерал-лейтенант артиллерии   |                             |